# Оранестад
Оранестад (на нидерландски: Oranjestad, поради наличие на йотация има разлика между произношението и правописа, изговаря се с меко Н, най-близко до Ораньестад и Оранйестад) е най-голям град и административен център на Аруба.
Населението му е около 35 000 души. Разположен е в южната част на острова. Градът е основан през 1796 г. и винаги е бил център на Аруба. В покрайнините на града се намира международно летище „Кралица Беатрикс“.